# Peugeot 408 (2022)
Pour les articles homonymes, voir Peugeot 408.
La Peugeot 408 (408 X en Chine) est une berline typée crossover du constructeur automobile français Peugeot, dérivée de la Peugeot 308 III, et présentée en juin 2022.

## Présentation

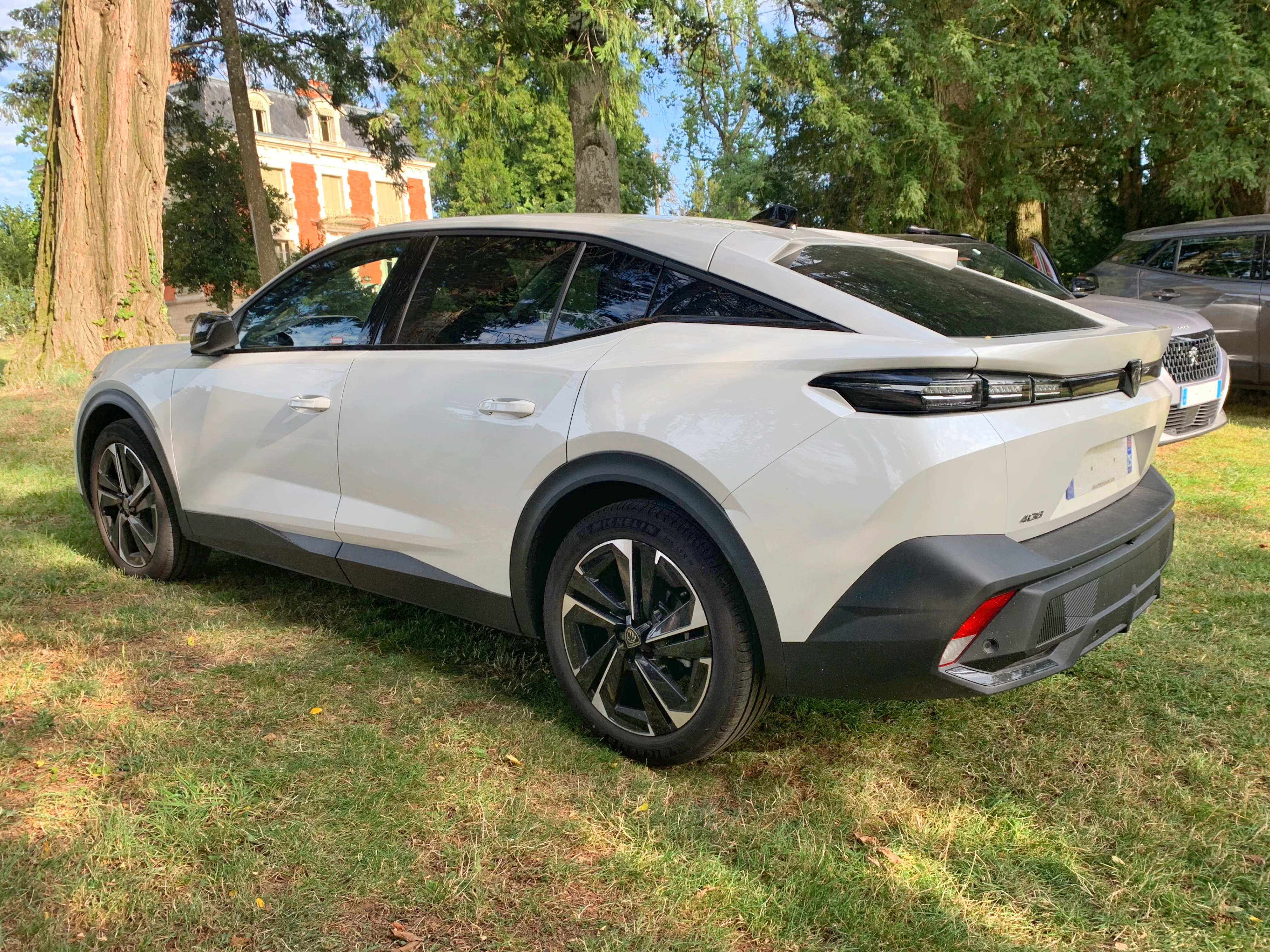
Vue de 3/4 arrière d'un modèle « Blanc Perle nacré ».

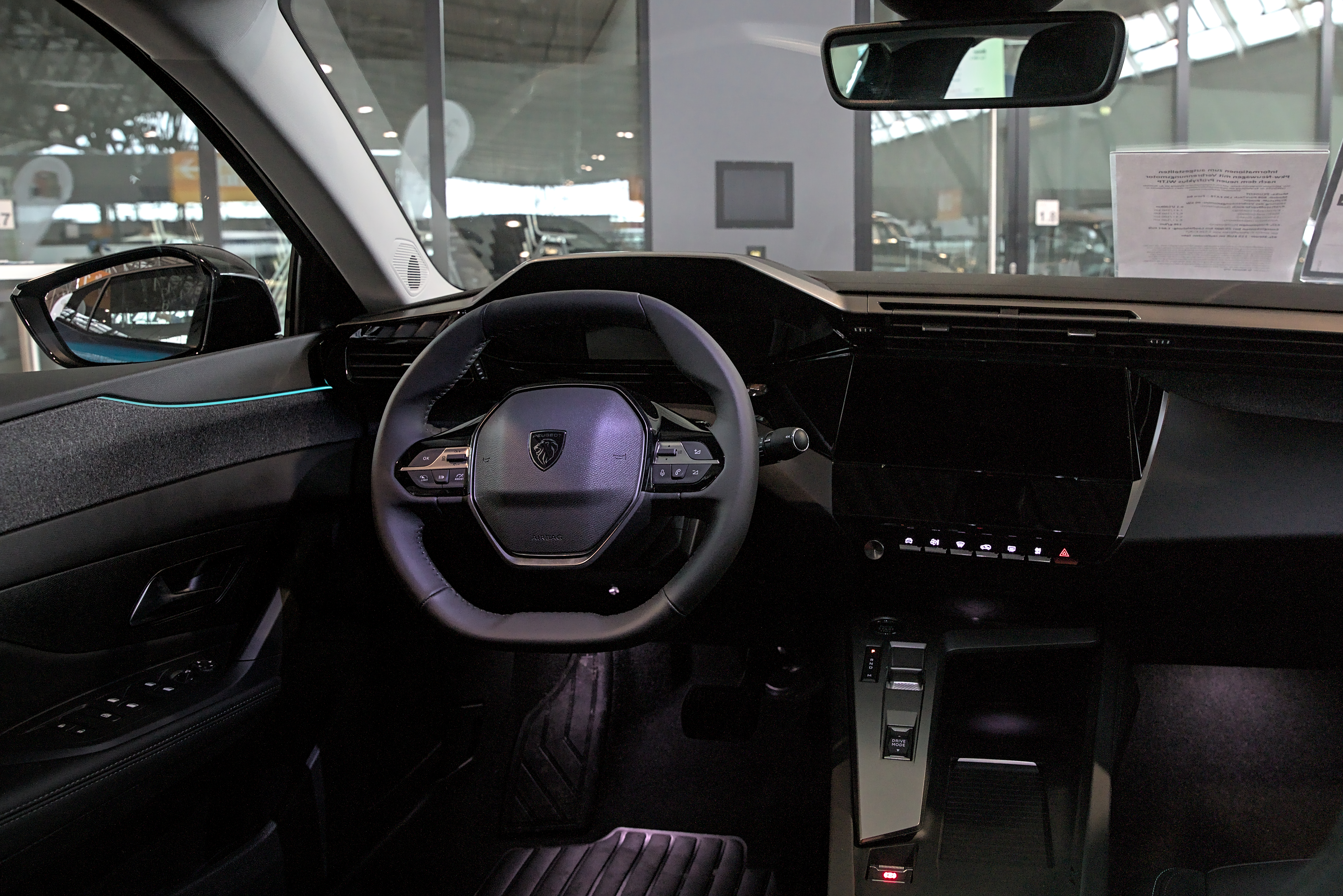
L'I-Cockpit.

Dès 2015, un manifeste de style à échelle réelle de la vision des équipes Peugeot de la « berline du futur » est réalisé puisqu'il s'agissait de créer un nouveau type de véhicule et non de simplement renouveler un modèle existant. Croisement entre une berline et un SUV, il définit dans les grandes lignes la 408 de série, dont la conception commence fin 2018. Ce manifeste de style n'est pas révélé publiquement à l'époque, et aucun concept car ou show car n'annonce la 408, la marque voulant rester discrète au sujet de ce futur véhicule à la silhouette inhabituelle.  
La Peugeot 408 est officiellement annoncée par un teaser de la marque le 31 mai 2022. La présentation complète via la presse a lieu le 22 juin suivant. Les commandes sont ouvertes fin novembre 2022 et la commercialisation effective débute en janvier 2023. Elle est décrite comme une berline fastback surelevée/crossover ou un SUV-coupé (la marque refusant cette affiliation aux SUV),,,,,,.
C'est le premier modèle SUV/crossover de la marque à ne pas avoir de double zéro dans sa nomenclature (les anciens modèles de la série 400 étant des berlines tricorps). Contrairement aux précédentes 408, c'est un modèle global commercialisé en Europe,. Pour la différencier sur le marché chinois, elle est nommée « 408 X » localement.
En attendant sa commercialisation, un exemplaire de la 408 est exposé dans une sphère, à l'extérieur du musée Louvre-Lens, avant la présentation du crossover au Mondial de Paris 2022.
La 408 est l'une des sept finalistes pour le concours de Voiture de l'année 2023.

## Caractéristiques techniques
La 408 est dérivée de la 308 de troisième génération dont elle reprend de nombreux également des éléments de carrosserie (phares, capot, pare-brise et structure des portes avant). Elle partage aussi l'intégralité du mobilier intérieur tel que les sièges et la planche de bord, notamment les i-Toggle (touches tactiles personnalisables), qui a été dessiné en premier lieu pour la 408, bien que la 308 III ait été présentée avant. Elle emprunte également ses motorisations à la 308, à l'exception du moteur diesel.
La garde au sol de la 408 est relevée de 4 cm par rapport à la 308 III. 
Elle repose sur la plate-forme EMP2-V3, également utilisée par la 308. La 408 utilise la version à empattement long de cette plate-forme, qu'elle partage avec la Citroën C5 X,.
Son Cx est de 0,28, le travail aérodynamique sur la carrosserie du véhicule est particulièrement ostensible, notamment les deux protubérances surnommée « oreilles de chat » aux extrémités arrière du pavillon qui habillent les charnières du coffre.

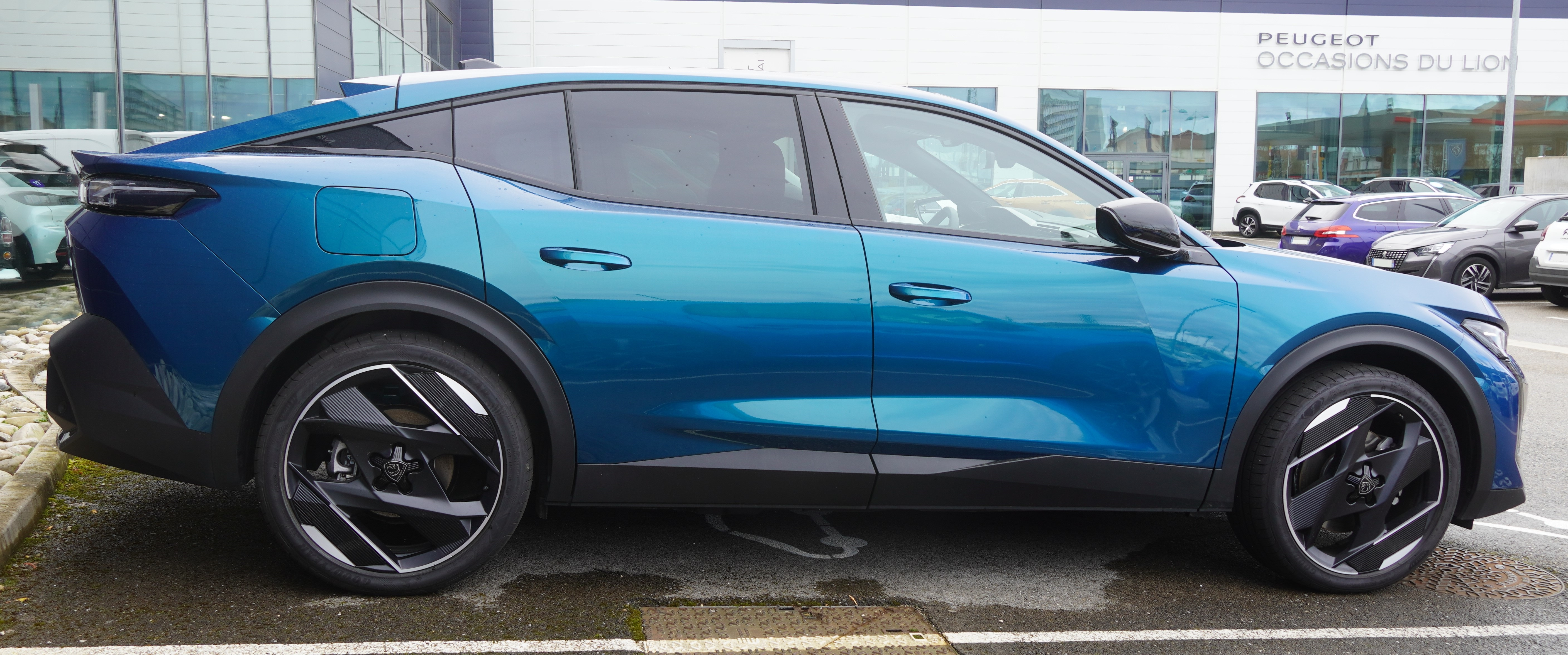
Profil d'une 408 de couleur « Bleu Obsession », une nouvelle teinte sélectionnée pour porter le lancement du modèle.
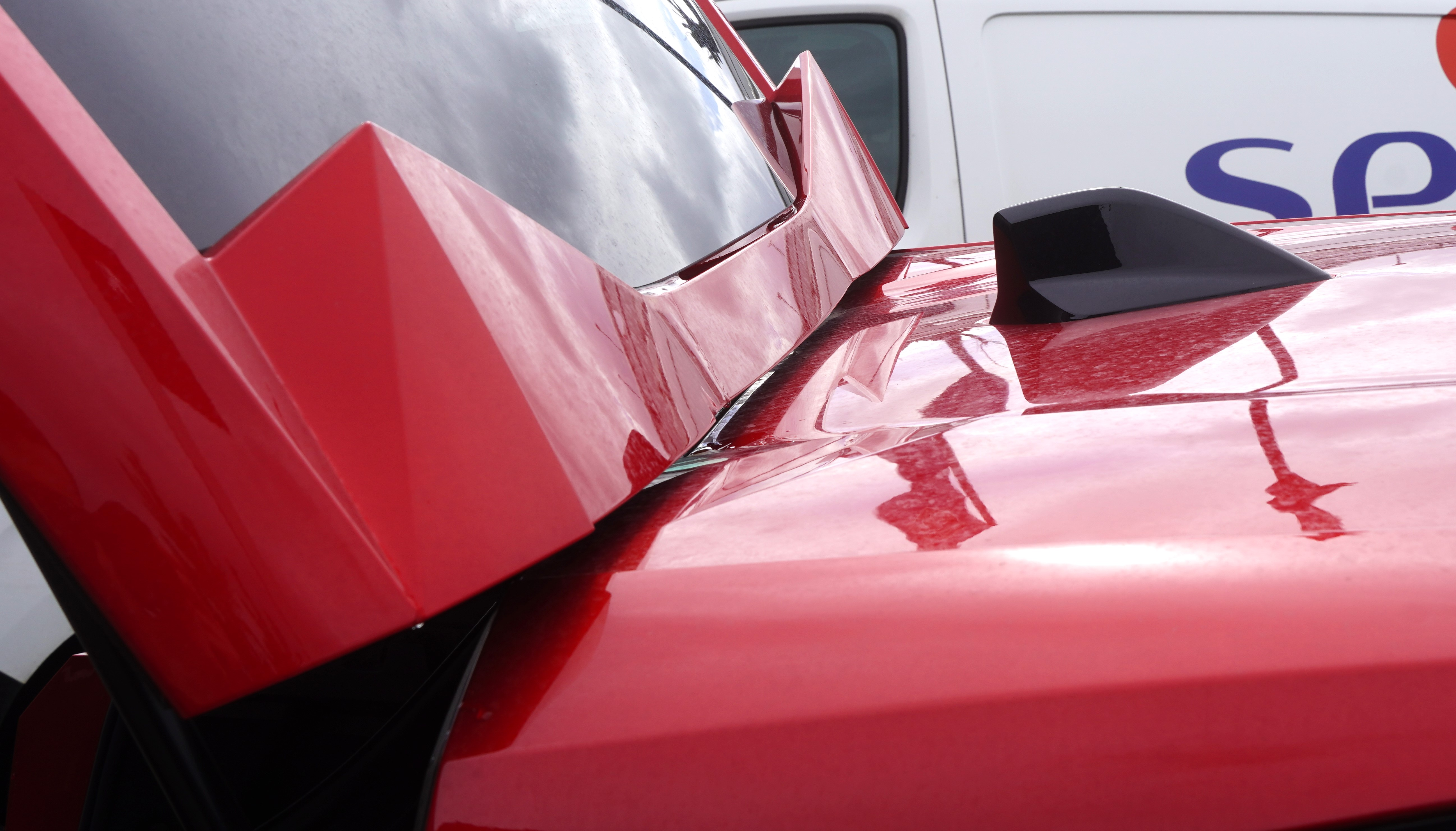
Détail des « oreilles de chat » sur un hayon ouvert d'un modèle de couleur « Rouge Elixir ».

### Motorisations
La 408 reçoit des motorisations équipant déjà la 308 III, en particulier hybrides rechargeables. En revanche, elle abandonne complètement le diesel et ne propose que la version 130 ch du moteur essence pour l'entrée de gamme. La 408 dispose uniquement d'une boîte de vitesses automatique et n'est pas proposée en boîte manuelle.
Hors d'Europe, la 408 propose également un bloc essence THP 215 ch,.
La version électrique Peugeot e-408 est dévoilée le 2 octobre 2024 avant sa présentation officielle au Mondial de l'automobile de Paris 2024.
| Logo de Peugeot            | Peugeot 408                   | Peugeot 408                                                     | Peugeot 408                                                     |
| Logo de Peugeot            | 1.2 PureTech                  | 1.6 PureTech Hybrid                                             | 1.6 PureTech Hybrid                                             |
| -------------------------- | ----------------------------- | --------------------------------------------------------------- | --------------------------------------------------------------- |
| Moteur                     | 3-cylindres essence           | 4-cylindres essence + moteur électrique                         | 4-cylindres essence + moteur électrique                         |
| Alimentation               | Turbocompressé                | Turbocompressé                                                  | Turbocompressé                                                  |
| Cylindrée (cm3)            | 1199                          | 1598                                                            | 1598                                                            |
| Puissance maximale ch (kW) | 130 (95)                      | Thermique : 150 (110) Électrique : 110 (81) Cumulée : 180 (132) | Thermique : 180 (132) Électrique : 110 (81) Cumulée : 225 (165) |
| au régime de (tr/min)      | 5500                          |                                                                 |                                                                 |
| Couple maximal (N m)       | 230                           |                                                                 | 310                                                             |
| au régime de (tr/min)      | 1750                          |                                                                 |                                                                 |
| Boîte de vitesses          | Automatique 8 rapports (EAT8) | Automatique 8 rapports (e-EAT8)                                 | Automatique 8 rapports (e-EAT8)                                 |
| Transmission               | Traction                      | Traction                                                        | Traction                                                        |
| Vitesse maximale (km/h)    | 210 km/h                      | 225 km/h                                                        | 233 km/h                                                        |
| 0-100 km/h (s)             | 10,4 secondes                 | 8,1 secondes                                                    | 7,8 secondes                                                    |
| Consommation (L/100 km)    | 6,0 L/100 km                  | 1,1 L/100 km                                                    | 1,2 L/100 km                                                    |
| Émissions de CO2 (g/km)    | 136 g/km                      | 26 g/km                                                         | 26 g/km                                                         |
| Capacité du réservoir (L)  |                               |                                                                 |                                                                 |
| Masse à vide (kg)          | 1 393 kg                      | 1 696 kg                                                        | 1 706 kg                                                        |
| Norme environnementale     | Euro 6d                       | Euro 6d                                                         | Euro 6d                                                         |

## Finitions
Finitions de la Peugeot 408 à son lancement en France :
- Allure
- Allure Pack
- GT

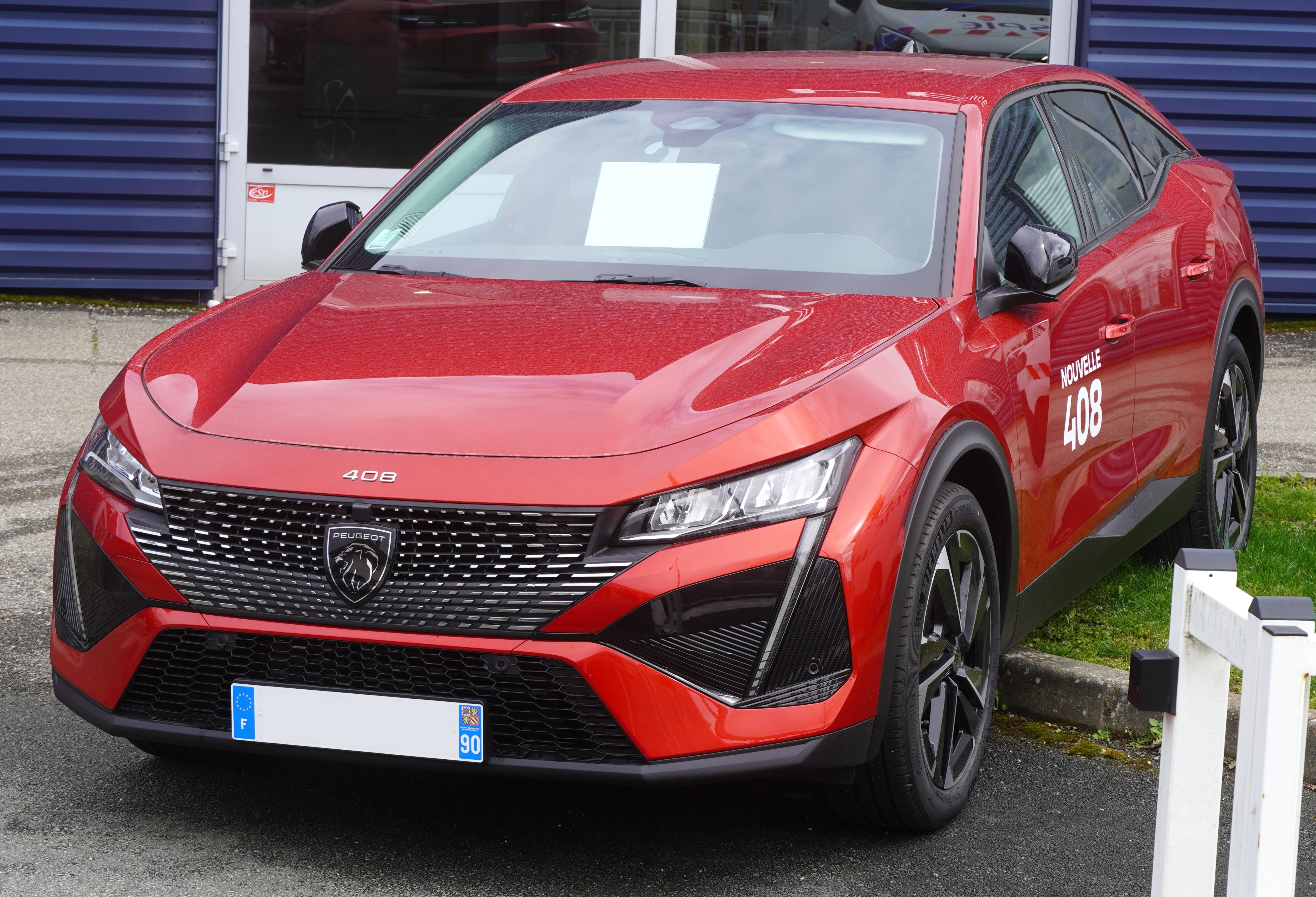
Allure Pack : phares LED classiques et calandre à barettes chromées horizontales.
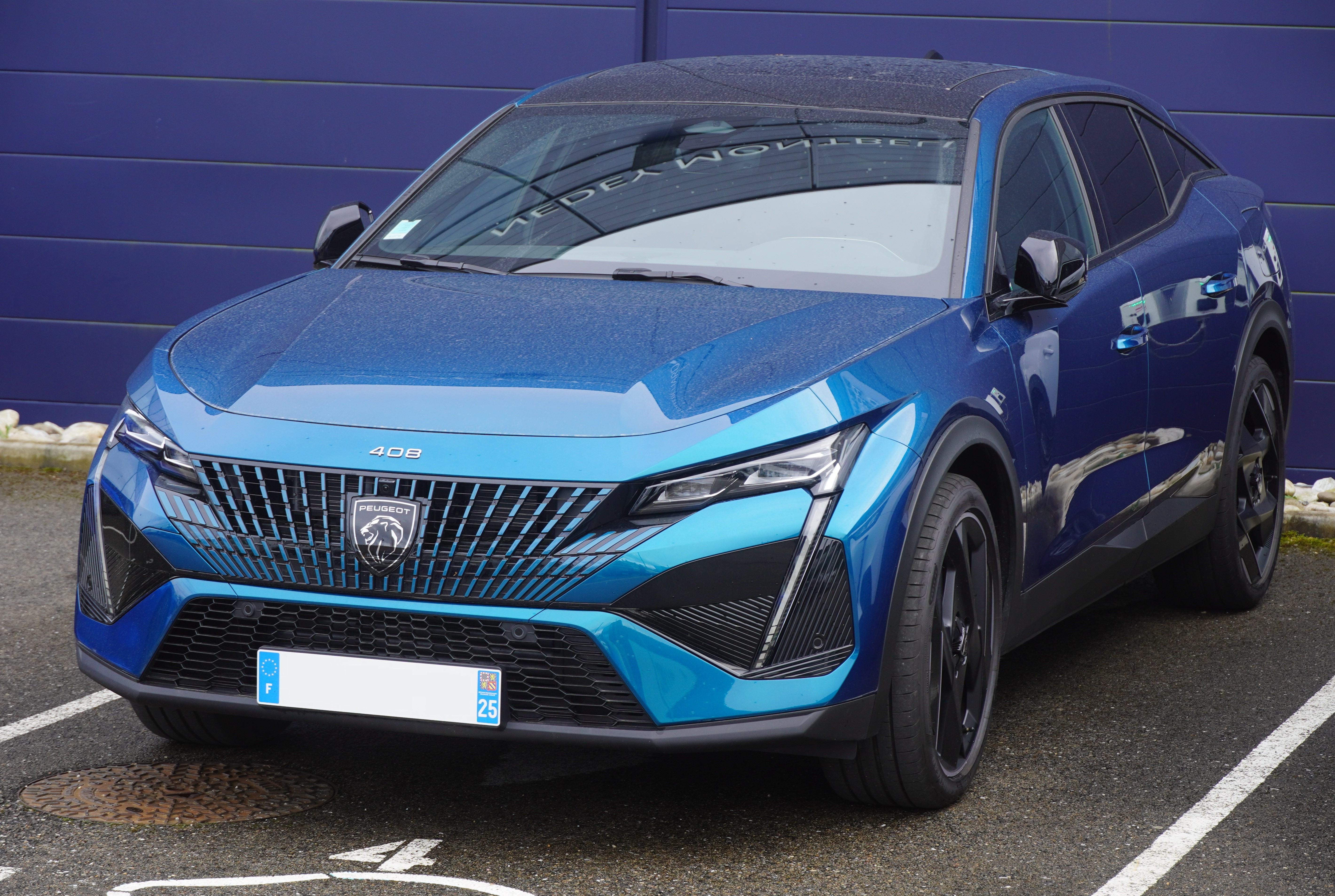
GT : phares à matrice LED, plus fin et calandre aux motifs verticaux et couleur carrosserie.

### Coloris
Le crossover 408 est proposé en six couleurs :
- Bleu Obsession, une nouvelle teinte sélectionnée pour porter le lancement du modèle
- Gris Titane, une nouvelle teinte spécifique
- Gris Artense, disponible avec la finition Allure uniquement
- Rouge Elixir
- Blanc Perle nacré
- Noir Perla Nera.

### Séries spéciales
- First Edition (édition de lancement limitée à 300 exemplaires, commercialisée en septembre 2022 à 50 600 €, basée sur la finition GT avec la motorisation hybride de 225 ch[19])
  - Teinte de carrosserie Obsession Blue spécifique, i-Cockpit avec combiné numérique 3D et écran tactile 10 pouces, i-Toggles, jantes alliage 20 pouces, sièges TEP, tissu et Alcantara chauffants et massants, pack Recharge privée ou pack Recharge publique[20].

## Tarifs
La Peugeot 408 est disponible en France à partir de 37 350 € avec le moteur 1.2 PureTech 130 ch, la boîte de vitesses EAT8 et la finition Allure.
|                            | Allure   | Allure Pack | GT       | First Edition (300 exemplaires) |
| -------------------------- | -------- | ----------- | -------- | ------------------------------- |
| 1.2 PureTech 130 ch EAT8   | 37 350 € | 38 700 €    | 41 800 € | -                               |
| 1.6 PureTech Hybrid 180 ch | 45 450 € | 46 400 €    | 49 500 € | -                               |
| 1.6 PureTech Hybrid 225 ch | -        | 48 300 €    | 51 400 € | 50 600 €                        |

## International

### Chine
La 408 X chinoise est lancée en janvier 2023. Elle dispose des mêmes motorisations qu'en France.

## Production
Le processus de montage de la 408 (code interne P54) est lancé en octobre 2021 avec la première caisse assemblée et peinte en France à Mulhouse, dans le Haut-Rhin. Pour optimiser la production, une mini-ligne de production à Sochaux a fabriqué 200 voitures de pré-série en cinq mois. Ces dernières sont invendables et destinées à la destruction,. La fabrication de la 408 de série à Mulhouse démarre en 2022,,.
En Chine, la 408 X est fabriquée par Dongfeng Peugeot à Chengdu, dans le Sichuan, à partir du premier semestre 2023,,.
| Année | Production Mulhouse | Production Chengdu |
| ----- | ------------------- | ------------------ |
| 2022  | 669                 | ?                  |
| 2023  | 20 779              | ?                  |

## Ventes
| Année | Europe, | Turquie |
| ----- | ------- | ------- |
| 2022  | 1 047   |         |
| 2023  |         | 9 729   |
| 2024  |         | 11 986  |